# Shoranur
Shoranur là một thành phố và khu đô thị của quận Palakkad thuộc bang Kerala, Ấn Độ.

## Địa lý
Shoranur có vị trí 10°46′B 76°17′Đ / 10,77°B 76,28°Đ Nó có độ cao trung bình là 49 mét (160 feet).

## Nhân khẩu
Theo điều tra dân số năm 2001 của Ấn Độ, Shoranur có dân số 42.022 người. Phái nam chiếm 48% tổng số dân và phái nữ chiếm 52%. Shoranur có tỷ lệ 84% biết đọc biết viết, cao hơn tỷ lệ trung bình toàn quốc là 59,5%: tỷ lệ cho phái nam là 85%, và tỷ lệ cho phái nữ là 82%. Tại Shoranur, 10% dân số nhỏ hơn 6 tuổi.